# Украден, Неда
Неда Украден (серб. Неда Украден; род. 16 августа 1950, Имотски, Хорватия, Югославия) — сербская певица, которая родилась в Хорватии, а выросла в Боснии.

## Биография
Неда Украден родилась 16 августа 1950 года в селе Главина неподалёку от городка Имотски в Хорватии. Она была дочерью Душана (умер в 1997 году) и Ангелии, сербка по происхождению. В её роду были фамилии Боянич (серб. Бојанић) и Павлович (серб. Павловић), пока один из предков не «украл» девушку, на которой женился. До двух лет она жила в городке Имотски со своими дедушкой и бабушкой, пока не переехала в город Вишеград (Босния и Герцеговина). Она пошла в начальную школу, а затем вместе с семьёй переехала в Сараево, где жила вплоть до начала Боснийской войны в 1992 году. С началом войны Неда переехала в Белград. Между 1992 и 1996 годами она также снимала квартиру в Вене (Австрия). Дом её семьи в городе Имотски был разрушен во время войны.
Окончила Сараевский университет, где изучала право, филологию и английский язык, а также музыкальную школу по классу вокала. В 1967 году началась её профессиональная карьера певицы. Сначала пела в группе «Камен на камен», в 1980-х годах начала сольную карьеру. Среди её главных хитов песни «Зора је» и «Боли, боли». Она сотрудничала с Гораном Бреговичем и Джордже Новковичем. Ей принадлежит ресторан «Стар» в Белграде.

## Личная жизнь
Неда Украден была замужем за режиссёром Миланом Билбия (серб. Милан Билбија) и у них родилась дочь Елена (серб. Јелена). Елена родила Неде двоих внуков и внучку.
Милан умер 30 января 2013 года в Черногории, но Неда не была на его похоронах.

## Дискография

### Мини-альбомы
- Sve što moje srce zna / Ako me trebaš (1969)
- Jel' to taj / Tri djevojke (1973)
- Pjesma Maršalu Titu / A.V.N.O.J. (1975)
- Srce u srcu / Mezarje (1975)
- Što si nano udala me rano / Sretan dan (1975)
- Novi Robinzoni / Do posljednje kapi života (1975)
- Ja još pamtim samo tvoje ime / Neka suze kažu mili (1976)
- Ej, da mi je naći / Večera (1976)
- Ja i ti / 8 dana (1976)
- Ne dam ga, ne dam / Dragana je mala na livadu zvala (1977)
- Požuri mi dragane / Šalvare (1977)
- Hajde bolan ne luduj / Što su polju cvijetovi (1977)
- Pisma ljubavi / Ljubav me čudno dira (1978)
- Vjeruj mi dušo moja / Alčak (1978)
- Što si bliže meni / Kad sam bila cvijeće u Japanu (1979)
- Još te volim / Šeherzada (1979)
- Umire ljeto / Ljubavi, ljubavi (1981)
- Oženjen je / Sve što se odgađa, to se ne događa (1981)
- Ne budi me noćas / Za tri dana prođe svako čudo (1982)
- Doviđenja, zaboravi ne / Ne vjeruj (1983)
- Boli, boli / Sretno ti bilo, sine (1988)

### Студийные альбомы
- Srce u srcu (1975)
- Ko me to od nekud doziva (1976)
- Nedine najljepše pjesme (1977)
- Neda (1978)
- Neda (1979)
- Čuje se glas (1981)
- To mora da je ljubav (1982)
- Oči tvoje govore (1984)
- Hoću tebe (1985)
- Šaj, šaj (1986)
- 10 Hitova (1986)
- Došlo doba da se rastajemo (1987)
- Posluži nas srećo (1988)
- Ponoć je (1988)
- Dobro došli (1989)
- Poslije nas (1990)
- Nek živi muzika (1992)
- Jorgovan (1993)
- Između ljubavi i mržnje (1995)
- Ljubav žedna (1996)
- Nova Neda (2001)
- Život sam promjenila (2002)
- Ljubomora (2004)
- Za sva vremena (2004)
- Oduži mi se poljupcima (2006)
- Da se nađemo na pola puta (2009)
- Radujte se prijatelji (2010)
- Biti svoja (2012)
- Najljepše ljubavne pjesme (2013)

## Ссылка
- Официальный сайт
- Дискография на Discogs